# Брейкданс на літніх Олімпійських іграх 2024
Змагання з брейкдансу на літніх Олімпійських іграх 2024 відбулися 9 і 10 серпня на Площі Згоди. Це  перша поява однієї з дисциплін танцювального спорту в програмі Олімпійських ігор. Змагатимуться 32 брейкдансери (по 16 кожної статі).

## Розклад змагань
| Q | Кваліфікація | Ф | Фінал |

| Дисципліна ↓ / Дата → | П'ят 9 | П'ят 9 | Суб 10 | Суб 10 |
| --------------------- | ------ | ------ | ------ | ------ |
| Бібойз                |        |        | Q      | Ф      |
| Бігьорлз              | Q      | Ф      |        |        |

## Медальний залік

### Таблиця медалей
*   Країна-господарка (Франція)
| Місце               | NOC                 | Золото | Срібло | Бронза | Загалом |
| ------------------- | ------------------- | ------ | ------ | ------ | ------- |
| 1                   | Канада              | 1      | 0      | 0      | 1       |
| 1                   | Японія              | 1      | 0      | 0      | 1       |
| 3                   | Литва               | 0      | 1      | 0      | 1       |
| 3                   | Франція*            | 0      | 1      | 0      | 1       |
| 5                   | Китай               | 0      | 0      | 1      | 1       |
| 5                   | США                 | 0      | 0      | 1      | 1       |
| Загалом (6 збірних) | Загалом (6 збірних) | 2      | 2      | 2      | 6       |

### Медалісти
| Дисципліна | Золото                          | Срібло                            | Бронза                         |
| ---------- | ------------------------------- | --------------------------------- | ------------------------------ |
| Бібойз     | Філіп Кім · Філ Візард · Канада | Дані Сівіль · Дані Данн · Франція | Віктор Монталво · Віктор · США |
| Бігьорлз   | Амі Юаса · Амі · Японія         | Домініка Баневич · Ніка · Литва   | Лю Цин'ї · 671 · Китай         |